# Poletarac
Poletarac (em alfabeto cirílico: Полетарац) é uma série de televisão infantil transmitida pela Televisão Belgrado em 1980. O roteiro da série Poletarac foi escrito por Timothy John Byford e Mila Stanojević Bajford. A gravação da série começou em 1979. A série foi dirigida por Timothy John Byford. Em Poletarac, atletas famosos, futebolistas, jogadores de basquete, nadadores e tenistas aparecem.

## Enredo
A série é destinado a crianças com o objetivo de explicar alguns conceitos básicos sobre a vida e os relacionamentos em um mundo que os rodeia através da música, de uma piada ou uma paródia de forma discreta e divertida. As crianças através de uma série aprendem sobre os números, como olha para o relógio, como desenhar animais...

## Episódios
| Temporada | Episódio | Nome | Data                     |
| --------- | -------- | ---- | ------------------------ |
| 1         | 1        | /    | 6 de fevereiro de 1980   |
| 1         | 2        | /    | 13 de fevereiro de 1980  |
| 1         | 3        | /    | 20. de fevereiro de 1980 |
| 1         | 4        | /    | 27 de fevereiro de 1980  |
| 1         | 5        | /    | 5 de março de 1980       |
| 1         | 6        | /    | 12 de março de 1980      |
| 1         | 7        | /    | 19 de março de 1980      |
| 1         | 8        | /    | 26. de março de 1980     |
| 1         | 9        | /    | 2 de abril de 1980       |
| 1         | 10       | /    | 9 de abril de 1980       |